# Tracées

Tracées  est une œuvre pour ensemble orchestral de Iannis Xenakis, composée et créée en 1987.

## Histoire
Commande de l'Orchestre national de Lille, l'œuvre est dédiée à Jean-Claude Casadesus qui en donna la première audition le 17 septembre 1987 à Paris.
L'œuvre est écrite pour 4 flûtes, 4 hautbois, 4 clarinettes, 4 bassons, 4 cors, 4 trompettes, 4 trombones, tuba, 3 percussionnistes, timbales, piano, 16 violons, 14 violons II, 12 altos, 10 violoncelles, 8 contrebasses. Sa durée est d'environ 6 minutes.

## Discographie
- Orchestre philharmonique du Luxembourg, direction Arturo Tamayo, Éditions Timpani, 2000.